# ヘンリー・ダイアー

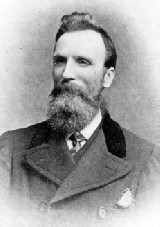
ヘンリー・ダイアー

ヘンリー・ダイアー（Henry Dyer、1848年8月16日 - 1918年9月25日）は、スコットランド出身の技術者及び技術教育者で、明治時代の日本における西洋式技術教育の導入に大きな貢献をなした人物。1873年から1882年まで工部省工学寮工学校（1877年、工部大学校に改称。現在の東京大学工学部の前身）の初代都検（＝教頭）となり、実質的には校長を務めた。帰国後も、日本を「東洋の英国」と位置づけつつ、近代期の日英関係に貢献した。日本に電話機やフットボールをはじめて持ち込んだ人物としても知られる。

## 生涯

### 生い立ちと青年期
ヘンリー・ダイアーは、1848年8月16日に スコットランド、ノース・ラナークシャー、ボスウェル区内の村 Muirmadkin（マーマキン村、その後ベルズヒルに統合）に、父ジョン･ダイアーと母マーガレット･モートンの間に長男として生まれた。父はアイルランド系の兵士で、マーマキンに駐屯していたとき、地元の女性マーガレットと結婚した。妹のJanetと弟のRobertが誕生した頃には、鉄工職人に転職した。
1857年ころダイアー家はグラスゴーとエジンバラの間にある工業都市のショッツに引越し、ヘンリーはそこでで初等教育を受けた。1863年頃、ダイアー家はグラスゴーに引っ越し、ヘンリーはまずジェームズ・エイトケン社の鉄工所の雇われ、その後、トーマス･ケネディとアレクサンダー･カーネギー･カークの下で5年間の徒弟制技術研修を受けた。科学技術理論についてはアンダーソン・カレッジ（後のストラスクライド大学）で夜間コースを補い、造船技術を身に付けた。1868年、徒弟制技術研修を終え、同年にはウィットワース技能賞を受賞。
同年、ヘンリーはウィットワース奨学金を得てグラスゴー大学に入学し、科学技術の道に進もうと土木工学や造船学を学んだ。後半は、土木工学教授のウィリアム・ランキンのもとで工学教育について学んだ。当時、イギリス政府はインド植民地公共事業局勤務の技術者をどのように養成するか、土木工学学会の協力を得て調査しており、ランキンも係わっていた。ランキンは理論と実習を繰り返すサンドウィッチ法式を提案し、またロンドン近郊に単科大学を新設するよりもグラスゴー大学にそのための工学部を増設しようとした。当時のインド省大臣である第8代アーガイル公から後押しがあったが、大学評議会からは反対された。
ランキンによるグラスゴー大学工学部の構想と人事案は、日本政府による技術学校創設に生かされることになった。ヘンリーは、ランキンの思想を体現する人物として都検に任命された。

### 日本滞在期（1873年 - 1882年）
明治政府は、1871年に鉄道建設主任技師のエドモンド･モレルの提案を受けて、近代化事業をスムーズに進められるように工部省を発足させた。伊藤博文と山尾庸三の尽力により10寮1司の組織ができあがり、山尾が工学寮と測量司の長も担うことになった。工学寮はモレルの提案の中で教導部としてあったもので、山尾に協力しモレルは自ら教師団の人選を進めていた。ところが、1871年11月にモレルは亡くなり、代わって山尾が自ら教師団を探さねばならなかった。すぐに山尾は旧知のヒュー・マセソンに工学寮教師団の雇用協力を打診し、快諾の返事をもらったので、伊藤博文が1872年にロンドンに滞在した際マセソンに正式依頼した。マセソンは、まずは友人のルイス･ゴードン、次にランキンに相談した。その結果、グラスゴー大学から教員を日本に派遣することになり、ランキンは派遣団の筆頭者かつ工学教師としてダイアーを選んだ。林董が教師団の任用（契約）の手続きを行い、さらに1873年の日本までの渡航に同伴した。こうしてダイアーと教師団は日本へ渡った。
ただし、あまりにあわただしく日本行きの話が展開したため、ダイアーは私的生活の段取りをきちんとつけることまでは手が回らず、結婚を約束していた女性Marieを日本へ同行させることができなかった。両家の親族に伝わる噂では、ダイアーがあまりに急に旅立ってしまったのでマリーの両親はすっかりパニック状態になってしまい、慌ててダイアーが乗った次の日本行きの船に娘を乗せることで、二人の縁が切れないようにしたという。
日本側は当初、「小学校」と呼ぶ学校を複数別々に開設する案を持っていたが、ダイアーはその案はしりぞけ、工学校（大学校）を設置することにし、基礎課程、専門課程、実地課程（各2年）の3期6年制とし、土木、機械、造家（建築）、電信、化学、冶金、鉱山、造船の6学科とする学則やシラバスを作成した。1871年にロンドン近郊に開学していた王立インド工学校 (Royal Indian Engineering College) と同じように半年ずつ講義と実習を交互に行うサンドウィッチ方式とした。また、実践的な教育も行うために赤羽工作分局も併設させた。教育の大半は英語で行うことになった。（工学寮工学校の記事も参照のこと）
ダイアーは実質的な校長として学校の指揮をとった。またダイアー自身も教壇に立ち、学生たちを指導した。また追加の教師が必要となれば英国へ手配を行った。
工学寮工学校は技術教育を行う機関としては、当時の日本では最大で最高水準のものとなり、ここの卒業生たちが当時の日本の技術を荷い発展さてゆくことになった。
1882年に工学寮工学校を去る時には、勲三等旭日章を授与された。これは外国人が日本で得られる勲章としては最高位のものであった。
なお日本に滞在中にダイアーはさまざまな日本の工芸品や芸術作品をコレクションしており、それを帰国した時に持ち帰った。その一部はその後、彼の子孫からミッチェル図書館、グラスゴー中央図書館、エディンバラ中央図書館に寄贈された。

### スコットランド帰国後 (1882年 – 1918年)
ダイアーはスコットランドへ帰国すると、今度はスコットランドの工学教育機関の変革のために力を尽くした。
1886年には 自身がかつて学んだアンダーソン･カレッジを前身としたGlasgow and West of Scotland Technical Collegeの終身役員となった。（これは後にストラスクライド大学へと発展する。）また en:West of Scotland Agricultural Collegeの役員にもなった。また1891年にはグラスゴー教育委員会のメンバーともなり、1914年から没するまでその長を務めた。
また、日本からの留学生や、技術教育者のために力を尽くした。日本政府の、一種の非公式の連絡人（代理人）のような役割も果たし、ダイアーのおかげで1901年グラスゴー大学評議会が日本人に入学を認め、同年には同大学から帝国大学の櫻井錠二、飯島魁らに名誉学位が与えられた。
Brown社のA R Brownとも強い繋がりを持っており、当時のスコットランドの船はいわゆる英語圏で「Clyde-built ship」と呼ばれる評価の高いもので、日本が同社の船を購入する仲介もし、それが日本が入手した最初のスコットランド製の船となった。
1918年9月25日、70歳で、スコットランド、グラスゴーにおいて永眠。
ストラスクライド大学には、彼を記念したHenry Dyer Building「ヘンリー・ダイアー棟」がある。
2015年、ダイアーは Scottish Engineering Hall of Fame（スコットランドのエンジニアリングの殿堂）に殿堂入りした。

### 年譜
- 1848年 ノース・ラナークシャーのボスウェル区マーマキン村（現在ベルズヒル町に統合）にて生まれる。
- 1857年 ベルズヒル近郊のショッツ村に転居。ショッツ鉄工所付属のウィルソンズ・スクール（Wilson's Endowed School）で学ぶ。
- 1865年 一家、グラスゴー転居。エイトキン鉄工所に勤務しつつ、アンダーソン・カレッジ（後のストラスクライド大学）の夜学で学ぶ。
- 1868年 スコットランド人として初めてウィトワース奨学金を受け、グラスゴー大学で学ぶ。
- 1873年 近代工学の先駆者であるウィリアム・ランキン教授などに学び、グラスゴー大学を卒業。
  - 明治政府により、工部省工学寮工学校の都検（実質的には校長）に任命され来日。25歳。近代日本の技術教育の確立に尽力。
- 1882年 職を辞す。明治政府より、勲三等。
- 1883年 帰国。
- 1886年 グラスゴー・スコットランド西部技術カレッジ(前身はアンダーソン・カレッジ）およびグラスゴー・スコットランド西部農業カレッジの終身役員となる。
- 1891年 グラスゴー教育委員会のメンバーとなる。
- 1914年 グラスゴー教育委員会の教育長に就任。
- 1918年 70歳で死去。

### 家族
グラスゴー出身のMarie Euphemia Aqaurt Fergusonと1874年5月23日に横浜の英国公使館にて結婚。
二人は5人の子供を得て、最初の子は赤子で死んでしまったものの、残りの3人の男の子と1人の女の子は全員無事に育った。息子のCharles Henryは教会の教役者となり、Robert Mortonは造船の仕事に就きグラスゴーと香港で仕事をし、James Fergusonはインドの公共サービスの仕事についた。ただしこれら3人の息子はいずれも子供を得なかった。また娘のMarie Fergusonも、結婚せず、子供も得なかった。

## ダイアーのエンジニア思想と日本での技術教育との関係
当時、ヨーロッパにおけるエンジニアリングの地位は、サイエンスに対して低く見られていた。ダイアーは、日本における工学教育の確立にあたり、「工学は『もの』を対象にして、それを扱う学問である。」とし、エンジニアリングを学問として確立することを目指した。理論より実践を重視した教育を目指し、学生に工場や土木現場で働くことを課した。また、全人的な教育を目指し、知識だけでなく、身体、精神の鍛錬を重んじた。当時、工部大学校には士族が多く学んだが、この教育により「サムライ」としての立場にとらわれず、「エンジニア」としての精神を身につけていったとされる。このことは、近代日本における工学の地位を高めた。

## ダイアーが観察した当時の日本人の傾向
工部大学校で教鞭をとるうちに、ダイアーは日本の学生たちの性質に気が付き、彼の講演記録にこう記した。
また彼は、このようにも述べた。

## 著作
- The Evolution of Industry（1895）
- Dai Nippon: The Britain of the East（1904）
  - Henry Dyer、平野 勇夫訳『大日本 技術立国日本の恩人が描いた明治日本の実像』 実業之日本社、1999年。ISBN 9784408103570
- Japan in World Politics（1909）
- The　Collected Writings of Henry Dyer, in 5 vols., edited by Nobuhiro Miyoshi (Tokyo: Edition Synapse) ISBN 978-4-901481-83-0
  - 『ヘンリー・ダイアー著作集成』 三好信浩編　英文原書復刻・別冊日本語解説、2006年